# Elizabeth Elias
Elizabeth Elias (* 4. September 1998 in Miami, Florida) ist eine US-amerikanische Schauspielerin und Sängerin.

## Leben
Elias spielte 2015 in der Serie Emma, einfach magisch! (Every Witch way) Mia Black in der dritten und vierten Staffel. Sie begann bereits als kleines Mädchen Ballett zu tanzen, zu modeln und in TV-Shows teilzunehmen. Später trat sie mit der Band BKIDZ auf. Als sie älter wurde, zog sie nach Los Angeles.

## Filmographie
- 2015: Emma, einfach magisch!